# Olympische Sommerspiele 1988/Leichtathletik
| Leichtathletik bei den XXIV. Olympischen Spielen | Leichtathletik bei den XXIV. Olympischen Spielen |
| Olympische Ringe · Leichtathletik                | Olympische Ringe · Leichtathletik                |
| Informationen                                    | Informationen                                    |
| ------------------------------------------------ | ------------------------------------------------ |
| Datum:                                           | 23. September bis 2. Oktober                     |
| Wettkampfort:                                    | Seoul                                            |
| Austragungsort:                                  | Olympiastadion Seoul                             |
| Entscheidungen:                                  | Männer: 24/Frauen: 18                            |
| ← Los Angeles 1984                               | Barcelona 1992 →                                 |
| Olympische Ringe                                 | Leichtathletik                                   |

| Logo der Olympischen Spiele 1988                       | Logo der Olympischen Spiele 1988                       | Logo der Olympischen Spiele 1988                       | Logo der Olympischen Spiele 1988                       | Logo der Olympischen Spiele 1988                       | Logo der Olympischen Spiele 1988                       |
| Olympische Spiele 1988 Medaillenspiegel Leichtathletik | Olympische Spiele 1988 Medaillenspiegel Leichtathletik | Olympische Spiele 1988 Medaillenspiegel Leichtathletik | Olympische Spiele 1988 Medaillenspiegel Leichtathletik | Olympische Spiele 1988 Medaillenspiegel Leichtathletik | Olympische Spiele 1988 Medaillenspiegel Leichtathletik |
| Platz                                                  | Mannschaft                                             | Goldmedaillen                                          | Silbermedaillen                                        | Bronzemedaillen                                        | Total                                                  |
| ------------------------------------------------------ | ------------------------------------------------------ | ------------------------------------------------------ | ------------------------------------------------------ | ------------------------------------------------------ | ------------------------------------------------------ |
| 1                                                      | USA                                                    | 13                                                     | 7                                                      | 6                                                      | 26                                                     |
| 2                                                      | Sowjetunion                                            | 10                                                     | 6                                                      | 10                                                     | 26                                                     |
| 3                                                      | DDR                                                    | 6                                                      | 11                                                     | 10                                                     | 27                                                     |
| 4                                                      | Kenia                                                  | 4                                                      | 2                                                      | 1                                                      | 7                                                      |
| 5                                                      | Bulgarien                                              | 2                                                      | 1                                                      | 1                                                      | 4                                                      |
| 6                                                      | Italien                                                | 1                                                      | 1                                                      | 1                                                      | 3                                                      |
| 7                                                      | Australien                                             | 1                                                      | 1                                                      | –                                                      | 2                                                      |
| 7                                                      | Tschechoslowakei                                       | 1                                                      | 1                                                      | –                                                      | 2                                                      |
| 7                                                      | Rumänien                                               | 1                                                      | 1                                                      | –                                                      | 2                                                      |
| 10                                                     | Finnland                                               | 1                                                      | –                                                      | 1                                                      | 2                                                      |
| 10                                                     | Marokko                                                | 1                                                      | –                                                      | 1                                                      | 2                                                      |
| 12                                                     | Portugal                                               | 1                                                      | –                                                      | –                                                      | 1                                                      |
| 13                                                     | Großbritannien                                         | –                                                      | 6                                                      | 2                                                      | 8                                                      |
| 14                                                     | Jamaika                                                | –                                                      | 2                                                      | –                                                      | 2                                                      |
| 15                                                     | BR Deutschland                                         | –                                                      | 1                                                      | 3                                                      | 4                                                      |
| 16                                                     | Brasilien                                              | –                                                      | 1                                                      | 1                                                      | 2                                                      |
| 17                                                     | Senegal                                                | –                                                      | 1                                                      | –                                                      | 1                                                      |
| 18                                                     | Volksrepublik China                                    | –                                                      | –                                                      | 1                                                      | 1                                                      |
| 18                                                     | Dschibuti                                              | –                                                      | –                                                      | 1                                                      | 1                                                      |
| 18                                                     | Frankreich                                             | –                                                      | –                                                      | 1                                                      | 1                                                      |
| 18                                                     | Kanada                                                 | –                                                      | –                                                      | 1                                                      | 1                                                      |
| 18                                                     | Schweiz                                                | –                                                      | –                                                      | 1                                                      | 1                                                      |

Bei den XXIV. Olympischen Spielen 1988 in Seoul fanden 42 Wettkämpfe – davon 24 für Männer und 18 für Frauen – in der Leichtathletik statt. Austragungsort war das Olympiastadion Seoul.

## Teilnehmer
Nach den beiden letzten von Boykotts geprägten Spielen in Moskau und Los Angeles blieb diesmal das Fehlen so vieler Nationen mit Topathleten aus. Auch in Seoul gab es zwar wie fast schon üblich politisch motiviertes Fernbleiben zahlreicher Nationen. Dies hatte jedoch nicht die entscheidende Bedeutung wie 1980 und 1984. Hintergrund für die neuerlichen Probleme war das Gezerre um die Mitausrichtung der Spiele durch Nordkorea. So fehlten letztendlich folgende Länder: Nordkorea, Kuba, Nicaragua, Äthiopien, Albanien, die Seychellen und Madagaskar.
Zum letzten Mal gab es bei Olympischen Spielen zwei getrennte deutsche Teams und die Sowjetunion trat letztmals unter dieser Nationenbezeichnung bei Olympischen Spielen an. Bei den Spielen 1992 sollte es noch einmal eine gemeinsame sowjetische Mannschaft geben, die als Gemeinschaft Unabhängiger Staaten an den Start ging. Anschließend sollte die Zeit der UdSSR bzw. GUS endgültig zu Ende sein. All dies wusste jedoch zum Zeitpunkt der Spiele von Seoul noch niemand.

## Stadion

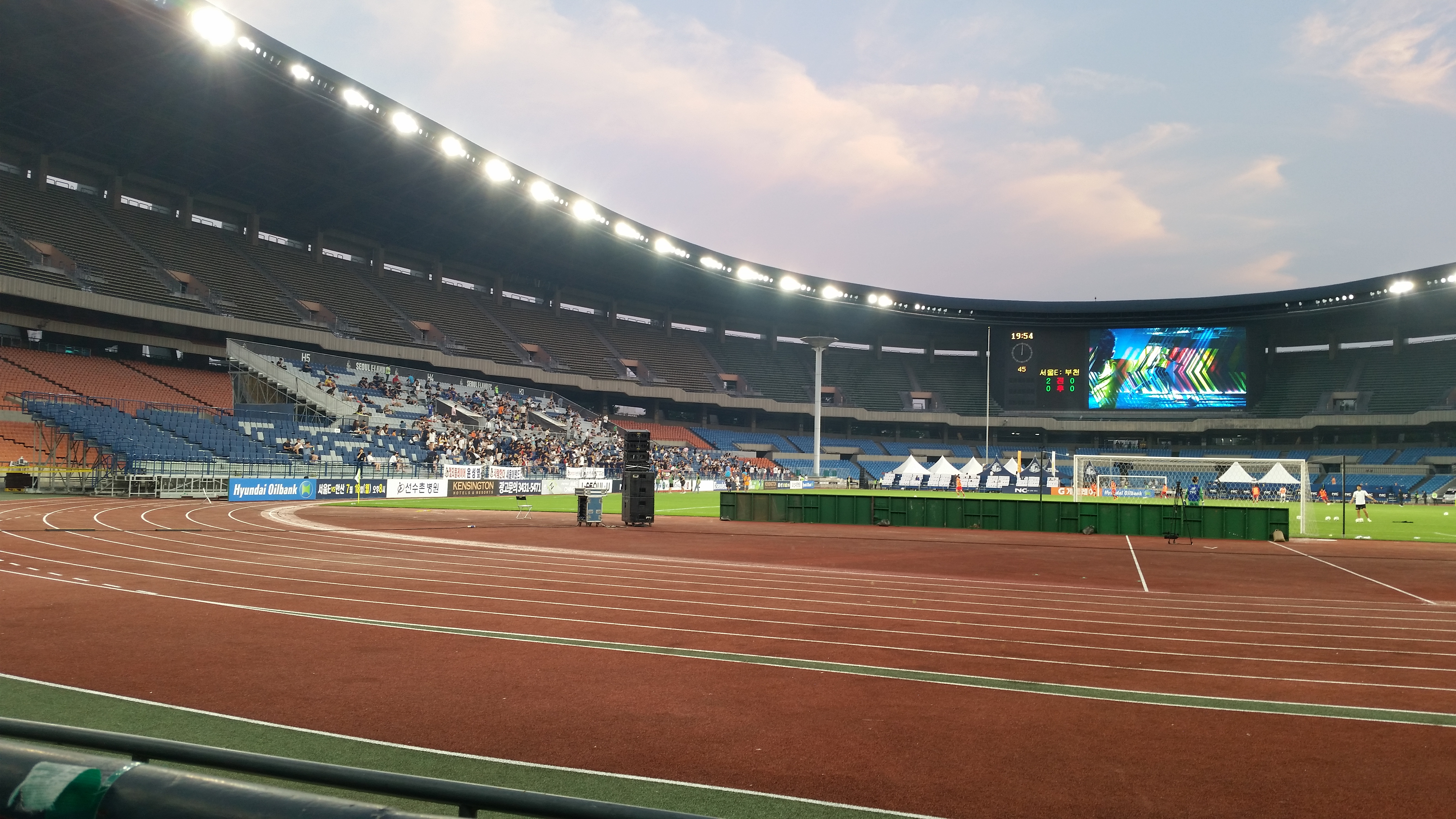
Innenraum des Olympiastadions im Jahr 2016

Das Olympiastadion wurde für die Austragung der olympischen Wettkämpfe neu erbaut. Nicht nur die Leichtathletikwettbewerbe, sondern auch die Eröffnungs- und Schlussfeier, das Fußballfinale und Springreiten fanden hier statt. Das Fassungsvermögen lag zum Zeitpunkt der Olympischen Spiele 1988 bei ca. 100.000 Zuschauern. Heute beträgt die Kapazität nur noch ca. 70.000 Zuschauer.

## Wettbewerbe
Im Wettbewerbsangebot gab es eine Erweiterung für die Frauen und eine Veränderung im Speerwurf der Männer.
- Mit dem 10.000-Meter-Lauf kam eine zweite Bahnlangstrecke ins olympische Programm. Damit gab es für Frauen und Männer gleichermaßen zwei Bahnlangstrecken. Allerdings betrug die kürzere dieser beiden Strecken für die Frauen 3000, für die Männer 5000 Meter. Das sollte sich ab 1996 ändern. Bei den Frauendisziplinen standen noch weitere Ergänzungen für die Zukunft an. Im Bereich der Sprünge, Würfe und im Gehen sollte es später eine sukzessive Angleichung an den Wettkampfkatalog der Männer geben.
- Bei den Männern wurde am 1. April 1986 ein neues Speermodell vorgeschrieben. Die wichtigste Änderung lag in der Verlagerung des Schwerpunktes für das Gerät nach weiter vorne. Das hatte zwei Gründe.
  - Die mit den früheren Speeren erzielten Weiten reichten inzwischen in Dimensionen, denen manche Sportanlage nicht mehr gewachsen war – Uwe Hohns Weltrekord lag seit 1984 bei 104,80 m.[3]
  - Hauptgrund aber war der Auftreffwinkel des Speers auf dem Boden nach dem Wurf. Bei den früheren Geräten war dieser Winkel oft so flach, dass es einen kaum oder sogar gar nicht sichtbaren Abdruck gab und es für die Weitenmessung oft sehr schwierig wurde. Immer wieder gab es strittige Entscheidungen zur Frage der Gültigkeit bzw. Ungültigkeit eines Wurfes. Dieses Problem reduzierte sich durch die neuen Speere auf ein Minimum, denn der Auftreffwinkel wurde steiler und der Auftreffpunkt damit deutlich erkennbar.

Ansonsten blieb das Männerangebot bis heute – Stand November 2021 – in derselben Form erhalten wie schon seit längerer Zeit praktiziert.

## Doping
Einer der spektakulärsten Dopingfälle der Sportgeschichte ereignete sich hier in Seoul im 100-Meter-Finale der Männer. Der Kanadier Ben Johnson wurde drei Tage nach seinem Sieg wegen Dopingvergehens disqualifiziert. Allerdings erscheint das gesamte Ergebnis dieses Rennens nun, nachdem mehrere Jahrzehnte vergangen sind, mit dem heutigen Wissen äußerst fragwürdig. Dieser 100-Meter-Lauf wurde mancherorts als „das schmutzigste Rennen aller Zeiten“ bezeichnet. Nicht nur Ben Johnson hatte erwiesenermaßen gegen die Dopingbestimmungen verstoßen. Auch dem bis heute offiziellen 100-Meter-Olympiasieger Carl Lewis waren vorher bei Tests in den USA drei verbotene Substanzen nachgewiesen worden. Der Sechste, Johnsons Landsmann Desai Williams, gestand später die Einnahme nicht erlaubter Mittel. Allen anderen Finalteilnehmern mit Ausnahme von Calvin Smith, USA, und dem Brasilianer Robson da Silva wurden in späteren Jahren Dopingvergehen nachgewiesen. Mit teilweise haarsträubenden Erklärungen und Ausflüchten versuchten die betroffenen Athleten sich herauszureden.
Eine gewisse Fragwürdigkeit stellt sich auch ein in Bezug auf die Supersprinterin dieser Spiele Florence Griffith-Joyner mit ihren unerreichten Zeiten über 100 und 200 Meter ein. Ihr wurde nie Dopingmissbrauch offiziell nachgewiesen. Allerdings gibt es gewisse Hinweise und Anzeichen, die zumindest zu Zweifeln führen. Dazu gehören ihre enorme Muskelmasse, ihre Leistungssprünge, die Aussage einer Krankenschwester und die zahlreichen heute bekannten Vertuschungen von positiven Dopingbefunden dieser Jahre in den Vereinigten Staaten. So gibt es keinen unmittelbaren Beweis, aber eine Ungewissheit bleibt.
Eine weitere Sportlerin der Superlative dieser Spiele war die Goldmedaillengewinnerin im Weitsprung und Siebenkampf Jackie Joyner-Kersee, USA. Auch für sie liegen keine offiziellen Nachweise wegen Dopingmissbrauchs vor, aber auch in diesem Fall gibt es ähnliche Zweifel wie im Fall Florence Griffith-Joyner.

## Sportliche Erfolge
Das Leistungsniveau bei diesen Olympischen Spielen war wie so oft zu Zeiten solcher Höhepunkte für die Sportler ausgesprochen hoch. In fünf Disziplinen wurden sechs Weltrekorde aufgestellt. In weiteren 25 Disziplinen wurde der olympische Rekord 51 Mal eingestellt oder verbessert.
- Weltrekorde im Einzelnen:
  - 100-Meter-Lauf, Männer: 9,92 s – Carl Lewis (USA), Finale bei einem Rückenwind von 1,1 m/s
  - 4-mal-400-Meter-Staffel, Männer: 2:56,16 min (egalisiert) – USA (Danny Everett, Steve Lewis, Kevin Robinzine, Harry Reynolds), Finale
  - 200-Meter-Lauf, Frauen: 21,56 s – Florence Griffith-Joyner (USA), Halbfinale bei einem Rückenwind von 1,7 m/s
  - 200-Meter-Lauf, Frauen: 21,34 s – Florence Griffith-Joyner (USA), Finale bei einem Rückenwind von 1,3 m/s
  - 4-mal-400-Meter-Staffel, Frauen: 3:15,17 min (egalisiert) – Sowjetunion (Tazzjana Ljadouskaja, Olga Nasarowa, Marija Pinigina, Olha Bryshina), Finale
  - Siebenkampf, Frauen: 7291 P – Jackie Joyner-Kersee (USA), Finale
- Olympische Rekorde im Einzelnen:
  - 200-Meter-Lauf, Männer: 19,75 s – Joe DeLoach (USA), Finale bei einem Rückenwind von 1,7 m/s
  - 10.000-Meter-Lauf, Männer: 27:21,46 min – Brahim Boutayeb (Marokko), Finale
  - 110-Meter-Hürdenlauf, Männer: 13,17 s – Roger Kingdom (USA), Viertelfinale bei einem Rückenwind von 0,6 m/s
  - 110-Meter-Hürdenlauf, Männer: 12,98 s – Roger Kingdom (USA), Finale bei einem Rückenwind von 1,5 m/s
  - 3000-Meter-Hindernislauf, Männer: 8:05,51 min – Julius Kariuki (Kenia), Finale
  - 20-km-Gehen, Männer: 1:19:57 h – Jozef Pribilinec (Tschechoslowakei), Finale
  - 50-km-Gehen, Männer: 3:38:29 h – Wjatscheslaw Iwanenko (Sowjetunion), Finale
  - Hochsprung, Männer: 2,36 m (egalisiert) – Hennadij Awdjejenko (Sowjetunion), Finale
  - Hochsprung, Männer: 2,36 m (egalisiert) – Hollis Conway (USA), Finale
  - Hochsprung, Männer: 2,36 m (egalisiert) – Rudolf Powarnizyn (Sowjetunion), Finale
  - Hochsprung, Männer: 2,36 m (egalisiert) – Patrik Sjöberg (Schweden), Finale
  - Hochsprung, Männer: 2,38 m – Hennadij Awdjejenko (Sowjetunion), Finale
  - Stabhochsprung, Männer: 5,80 m – Grigori Jegorow (Sowjetunion), Finale
  - Stabhochsprung, Männer: 5,85 m – Rodion Gataullin (Sowjetunion), Finale
  - Stabhochsprung, Männer: 5,90 m – Sergej Bubka (Sowjetunion), Finale
  - Dreisprung, Männer: 17,61 m – Christo Markow (Bulgarien), Finale
  - Kugelstoßen, Männer: 22,02 m – Ulf Timmermann (DDR), Finale
  - Kugelstoßen, Männer: 22,16 m – Ulf Timmermann (DDR), Finale
  - Kugelstoßen, Männer: 22,29 m – Ulf Timmermann (DDR), Finale
  - Kugelstoßen, Männer: 22,47 m – Ulf Timmermann (DDR), Finale
  - Diskuswurf, Männer: 66,82 m – Jürgen Schult (DDR), Finale
  - Hammerwurf, Männer: 84,76 m – Sergei Litwinow (Sowjetunion), Finale
  - Hammerwurf, Männer: 84,80 m – Sergei Litwinow (Sowjetunion), Finale
  - Speerwurf, Männer: 76,76 m – Seppo Räty (Finnland), Qualifikation
  - Speerwurf, Männer: 77,44 m – Kazuhiro Mizoguchi (Japan), Qualifikation
  - Speerwurf, Männer: 78,66 m – Peter Borglund (Schweden), Qualifikation
  - Speerwurf, Männer: 85,90 m – Jan Železný (Tschechoslowakei), Qualifikation
  - 100-Meter-Lauf, Frauen: 10,88 s – Florence Griffith-Joyner (USA), Vorlauf bei einem Rückenwind von 1,0 m/s
  - 100-Meter-Lauf, Frauen: 10,88 s (egalisiert) – Evelyn Ashford (USA), Viertelfinale bei einem Rückenwind von 1,8 m/s
  - 100-Meter-Lauf, Frauen: 10,62 s – Florence Griffith-Joyner (USA), Viertelfinale bei einem Rückenwind von 1,0 m/s
  - 200-Meter-Lauf, Frauen: 21,76 s – Florence Griffith-Joyner (USA), Finale bei einem Rückenwind von 0,7 m/s
  - 400-Meter-Lauf, Frauen: 48,65 s – Olha Bryshina (Sowjetunion), Finale
  - 1500-Meter-Lauf, Frauen: 3:53,96 min – Paula Ivan (Rumänien), Finale
  - 3000-Meter-Lauf, Frauen: 8:26,53 min – Tetjana Samolenko (Sowjetunion), Finale
  - 10.000-Meter-Lauf, Frauen: 31:44,69 min (erster OR) – Ingrid Kristiansen (Norwegen), Vorlauf
  - 10.000-Meter-Lauf, Frauen: 31:05,21 min – Olga Bondarenko (Sowjetunion), Finale
  - 100-Meter-Hürdenlauf, Frauen: 12,47 s – Jordanka Donkowa (Bulgarien), Viertelfinale
  - 100-Meter-Hürdenlauf, Frauen: 12,38 s – Jordanka Donkowa (Bulgarien), Finale bei einem Rückenwind von 0,2 m/s
  - 400-Meter-Hürdenlauf, Frauen: 54,58 s – Ellen Fiedler (DDR), Vorlauf
  - 400-Meter-Hürdenlauf, Frauen: 54,00 s – Debbie Flintoff-King (Australien), Halbfinale
  - 400-Meter-Hürdenlauf, Frauen: 53,17 s – Debbie Flintoff-King (Australien), Finale
  - Hochsprung, Frauen: 2,03 m – Louise Ritter (USA), Finale
  - Weitsprung, Frauen: 7,06 m (egalisiert) – Jelena Belewskaja (Sowjetunion), Qualifikation bei einem Gegenwind von 0,5 m/s
  - Weitsprung, Frauen: 7,11 m – Galina Tschistjakowa (Sowjetunion), Finale bei einem Rückenwind von 1,3 m/s
  - Weitsprung, Frauen: 7,18 m – Heike Drechsler (DDR), Finale bei Windstille
  - Weitsprung, Frauen: 7,22 m – Heike Drechsler (DDR), Finale bei einem Rückenwind von 0,5 m/s
  - Weitsprung, Frauen: 7,40 m – Jackie Joyner-Kersee (USA), Finale bei einem Rückenwind von 0,9 m/s
  - Diskuswurf, Frauen: 71,84 m – Martina Hellmann (DDR), Finale
  - Diskuswurf, Frauen: 72,30 m – Martina Hellmann (DDR), Finale
  - Speerwurf, Frauen: 72,62 m – Petra Felke (DDR), Finale
  - Speerwurf, Frauen: 74,68 m – Petra Felke (DDR), Finale

Erfolgreichste Nation war mit dreizehn Leichtathletikolympiasiegen wieder einmal die USA. Nicht weit dahinter folgte die Sowjetunion, die zehn Olympiasiege verbuchen konnte und dabei mit 26 Medaillen dieselbe Gesamtzahl an Gold-, Silber- und Bronzemedaillen aufweisen konnte wie die Vereinigten Staaten. Die DDR errang sechs Olympiasiege und insgesamt sogar 27 Medaillen. Mit vier Olympiasiegen folgte Kenia, Bulgarien hatte zwei Goldmedaillengewinner in den Reihen. Für alle weiteren Nationen gab es in der Leichtathletik höchstens eine Goldmedaille.
Bei den einzelnen Sportlern sind besonders folgende Leistungen zu nennen:
- Florence Griffith-Joyner (USA) gewann drei Goldmedaillen und eine Silberne – Gold: 100-, 200-Meter-Lauf, 4-mal-100-Meter-Staffel und Silber: 4-mal-400-Meter-Staffel.
- Carl Lewis (USA) wurde zweifacher Olympiasieger und errang eine Silbermedaille – Gold: 100-Meter-Lauf, Weitsprung und Silber 200-Meter-Lauf.
- Jackie Joyner-Kersee (USA) gewann zwei Goldmedaillen – Weitsprung und Siebenkampf.
- Olha Bryshina (Sowjetunion) wurde zweifache Olympiasiegerin – 400-Meter-Lauf und 4-mal-400-Meter-Staffel.
- Steve Lewis (USA) gewann wie Olha Bryshina und Jackie Joyner-Kersee zwei Goldmedaillen – 400-Meter-Lauf und 4-mal-400-Meter-Staffel.

Folgende hier siegreiche Leichtathleten hatten bereits bei früher ausgetragenen Olympischen Spielen Goldmedaillen errungen:
- Carl Lewis (USA) – Wiederholung seiner Siege im 100-Meter-Lauf sowie Weitsprung, darüber hinaus hatte er 1984 Gold im 200-Meter-Lauf und mit der 4-mal-100-Meter-Staffel erobert, damit jetzt sechsfacher Olympiasieger
- Evelyn Ashford (USA) – 4-mal-100-Meter-Staffel: Wiederholung ihres Erfolgs von 1984, darüber hinaus 1984 Olympiasiegerin im 100-Meter-Lauf, damit jetzt dreifache Olympiasiegerin
- Roger Kingdom (USA) – 110-Meter-Hürdenlauf: Wiederholung seines Erfolgs von 1984, damit jetzt zweifacher Olympiasieger
- Antonio McKay (USA) – 4-mal-400-Meter-Staffel: Wiederholung seines Erfolgs von 1984, damit jetzt zweifacher Olympiasieger
- Alice Brown (USA) – 4-mal-100-Meter-Staffel: Wiederholung ihres Erfolgs von 1984, damit jetzt zweifache Olympiasiegerin

## Resultate Männer

### 100 m
| Platz | Athlet           | Land | Zeit (s) |
| ----- | ---------------- | ---- | -------- |
| 1     | Carl Lewis       | USA  | 09,92 WR |
| 2     | Linford Christie | GBR  | 9,9700   |
| 3     | Calvin Smith     | USA  | 9,9900   |
| 4     | Dennis Mitchell  | USA  | 10,04000 |
| 5     | Robson da Silva  | BRA  | 10,11000 |
| 6     | Desai Williams   | CAN  | 10,11000 |
| 7     | Raymond Stewart  | JAM  | 12,26000 |
| DSQ   | Ben Johnson      | CAN  | 00       |

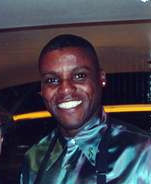
Carl Lewis gewann seine sechste olympische Goldmedaille

Finale: 24. September, 13:30 Uhr
Wind: +1,1 m/s
Ben Johnson, der mit einer Zeit von 9,79 s ursprünglich als Erster ins Ziel gekommen war, wurde drei Tage später der Titel aberkannt, als man ihn der Einnahme von Stanozolol für schuldig befand.

### 200 m
| Platz | Athlet            | Land | Zeit (s) |
| ----- | ----------------- | ---- | -------- |
| 1     | Joe DeLoach       | USA  | 19,75 OR |
| 2     | Carl Lewis        | USA  | 19,79000 |
| 3     | Robson da Silva   | BRA  | 20,04000 |
| 4     | Linford Christie  | GBR  | 20,09000 |
| 5     | Atlee Mahorn      | CAN  | 20,39000 |
| 6     | Gilles Quenéhervé | FRA  | 20,40000 |
| 7     | Michael Rosswess  | GBR  | 20,51000 |
| 8     | Bruno Marie-Rose  | FRA  | 20,58000 |

Finale: 28. September, 16:00 Uhr
Wind: +1,7 m/s

### 400 m
| Platz | Athlet                | Land | Zeit (s) |
| ----- | --------------------- | ---- | -------- |
| 1     | Steve Lewis           | USA  | 43,87    |
| 2     | Harry Reynolds        | USA  | 43,93    |
| 3     | Danny Everett         | USA  | 44,09    |
| 4     | Darren Clark          | AUS  | 44,55    |
| 5     | Innocent Egbunike     | NGR  | 44,72    |
| 6     | Bert Cameron          | JAM  | 44,94    |
| 7     | Ian Morris            | TRI  | 44,95    |
| 8     | Mohamed Amer al-Malky | OMA  | 45,03    |

Finale: 26. September, 12:55 Uhr

### 800 m
| Platz | Athlet            | Land | Zeit (min) |
| ----- | ----------------- | ---- | ---------- |
| 1     | Paul Ereng        | KEN  | 1:43,45    |
| 2     | Joaquim Cruz      | BRA  | 1:43,90    |
| 3     | Saïd Aouita       | MAR  | 1:44,06    |
| 4     | Peter Elliott     | GBR  | 1:44,12    |
| 5     | Johnny Gray       | USA  | 1:44,80    |
| 6     | José Luíz Barbosa | BRA  | 1:46,39    |
| 7     | Donato Sabia      | ITA  | 1:48,03    |
| 8     | Nixon Kiprotich   | KEN  | 1:49,55    |

Finale: 26. September, 13:40 Uhr

### 1500 m
| Platz | Athlet             | Land | Zeit (min) |
| ----- | ------------------ | ---- | ---------- |
| 1     | Peter Rono         | KEN  | 3:35,96    |
| 2     | Peter Elliott      | GBR  | 3:36,15    |
| 3     | Jens-Peter Herold  | GDR  | 3:36,21    |
| 4     | Steve Cram         | GBR  | 3:36,24    |
| 5     | Steve Scott        | USA  | 3:36,99    |
| 6     | Han Kulker         | NED  | 3:37,08    |
| 7     | Kipkoech Cheruiyot | KEN  | 3:37,94    |
| 8     | Marcus O’Sullivan  | IRL  | 3:38,39    |

Finale: 1. Oktober, 13:10 Uhr

### 5000 m
| Platz | Athlet          | Land | Zeit (min) |
| ----- | --------------- | ---- | ---------- |
| 1     | John Ngugi      | KEN  | 13:11,70   |
| 2     | Dieter Baumann  | FRG  | 13:15,52   |
| 3     | Hansjörg Kunze  | GDR  | 13:15,73   |
| 4     | Domingos Castro | POR  | 13:16,09   |
| 5     | Sydney Maree    | USA  | 13:23,69   |
| 6     | Jack Buckner    | GBR  | 13:23,85   |
| 7     | Stefano Mei     | ITA  | 13:26,17   |
| 8     | Ewgeni Ignatow  | BUL  | 13:26,41   |

Finale: 1. Oktober, 13:30 Uhr

### 10.000 m
| Platz | Athlet             | Land | Zeit (min)  |
| ----- | ------------------ | ---- | ----------- |
| 1     | Brahim Boutayeb    | MAR  | 27:21,46 OR |
| 2     | Salvatore Antibo   | ITA  | 27:23,55000 |
| 3     | Kipkemboi Kimeli   | KEN  | 27:25,16000 |
| 4     | Jean-Louis Prianon | FRA  | 27:36,43000 |
| 5     | Arturo Barrios     | MEX  | 27:39,32000 |
| 6     | Hansjörg Kunze     | GDR  | 27:39,35000 |
| 7     | Paul Arpin         | FRA  | 27:39,36000 |
| 8     | Moses Tanui        | KEN  | 27:47,23000 |

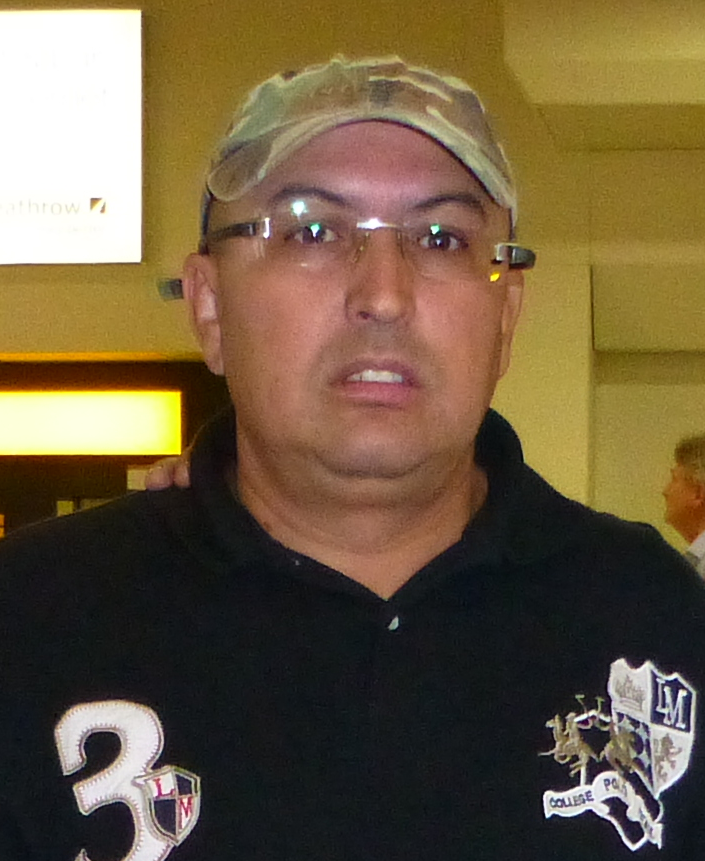
Olympiasieger Brahim Boutayeb (hier im Jahr 2012)

Finale: 26. September, 16:20 Uhr

### Marathon

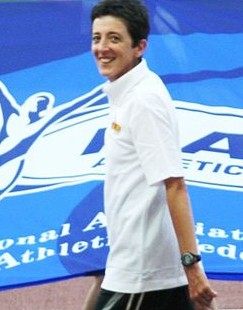
Olympiasiegerin Rosa Mota (hier im Jahr 2007)

| Platz | Athlet             | Land | Zeit (h) |
| ----- | ------------------ | ---- | -------- |
| 1     | Gelindo Bordin     | ITA  | 2:10:32  |
| 2     | Douglas Wakiihuri  | KEN  | 2:10:47  |
| 3     | Ahmed Salah        | DJI  | 2:10:59  |
| 4     | Takeyuki Nakayama  | JPN  | 2:11:05  |
| 5     | Steve Moneghetti   | AUS  | 2:11:49  |
| 6     | Charlie Spedding   | GBR  | 2:12:19  |
| 7     | Juma Ikangaa       | TAN  | 2:13:06  |
| 8     | Robert de Castella | AUS  | 2:13:07  |

2. Oktober, 14:35 Uhr

### 110 m Hürden
| Platz | Athlet              | Land | Zeit (s) |
| ----- | ------------------- | ---- | -------- |
| 1     | Roger Kingdom       | USA  | 12,98 OR |
| 2     | Colin Jackson       | GBR  | 13,28000 |
| 3     | Tonie Campbell      | USA  | 13,38000 |
| 4     | Wladimir Schischkin | URS  | 13,51000 |
| 5     | Jonathan Ridgeon    | GBR  | 13,52000 |
| 6     | Tony Jarrett        | GBR  | 13,54000 |
| 7     | Mark McKoy          | CAN  | 13,61000 |
| 8     | Arthur Blake        | USA  | 13,96000 |

Finale am 28. September, 15:38 Uhr
Wind: +1,5 m/s

### 400 m Hürden
| Platz | Athlet          | Land | Zeit (s) |
| ----- | --------------- | ---- | -------- |
| 1     | Andre Phillips  | USA  | 47,19 OR |
| 2     | Amadou Dia Ba   | SEN  | 47,23000 |
| 3     | Edwin Moses     | USA  | 47,56000 |
| 4     | Kevin Young     | USA  | 47,94000 |
| 5     | Winthrop Graham | JAM  | 48,04000 |
| 6     | Kriss Akabusi   | GBR  | 48,69000 |
| 7     | Harald Schmid   | FRG  | 48,76000 |
| 8     | Edgar Itt       | FRG  | 48,78000 |

Finale am 25. September, 13:35 Uhr

### 3000 m Hindernis
| Platz | Athlet                  | Land | Zeit (min) |
| ----- | ----------------------- | ---- | ---------- |
| 1     | Julius Kariuki          | KEN  | 8:05,51 OR |
| 2     | Peter Koech             | KEN  | 8:06,79000 |
| 3     | Mark Rowland            | GBR  | 8:07,96000 |
| 4     | Alessandro Lambruschini | ITA  | 8:12,17000 |
| 5     | William Van Dijck       | BEL  | 8:13,99000 |
| 6     | Henry Marsh             | USA  | 8:14,39000 |
| 7     | Patrick Sang            | KEN  | 8:15,22000 |
| 8     | Bogusław Mamiński       | POL  | 8:15,97000 |

Finale am 30. September, 14:20 Uhr

### 4 × 100 m Staffel
| Platz | Land           | Athleten | Zeit (s) |
| ----- | -------------- | --- | -------- |
| 1     | Sowjetunion    | Wiktor Bryshin Wladimir Krylow Wladimir Murawjow Witali Sawin                                                        | 38,19    |
| 2     | Großbritannien | Elliot Bunney John Regis Mike McFarlane Linford Christie (Halbfinale/Finale) im Vorlauf außerdem: Clarence Callender | 38,28    |
| 3     | Frankreich     | Bruno Marie-Rose Daniel Sangouma Gilles Quenéhervé Max Morinière                                                     | 38,40    |
| 4     | Jamaika        | Christopher Faulknor Greg Meghoo Clive Wright John Mair                                                              | 38,47    |
| 5     | Italien        | Ezio Madonia Sandro Floris Pierfrancesco Pavoni Stefano Tilli                                                        | 38,54    |
| 6     | BR Deutschland | Fritz Heer Christian Haas Peter Klein Dirk Schweisfurth                                                              | 38,55    |
| 7     | Kanada         | Desai Williams Atlee Mahorn Cyprian Enweani (Finale) Brian Morrison im Vorlauf/Halbfinale außerdem: Andrew Mowatt    | 38,93    |
| 8     | Ungarn         | György Bakos László Karaffa István Tatár Attila Kovács                                                               | 39,19    |

Finale am 1. Oktober, 14:15 Uhr

### 4 × 400 m Staffel
| Platz | Land           | Athleten | Zeit (min)  |
| ----- | -------------- | --- | ----------- |
| 1     | USA            | Danny Everett (Finale) Steve Lewis Kevin Robinzine Harry Reynolds (Finale) in den Vorläufen/Halbfinals außerdem: Andrew Valmon (Vorlauf/Halbfinale) Antonio McKay (Vorlauf/Halbfinale) | 2:56,16 WRe |
| 2     | Jamaika        | Howard Davis Devon Morris Winthrop Graham (Finale) Bert Cameron (Halbfinale/Finale) in den Vorläufen/Halbfinals außerdem: Howard Burnett (Vorlauf) Trevor Graham (Halbfinale)          | 3:00,300000 |
| 3     | BR Deutschland | Norbert Dobeleit (Halbfinale/Finale) Edgar Itt (Finale) Jörg Vaihinger Ralf Lübke in den Vorläufen/Halbfinals außerdem: Mark Henrich (Vorlauf/Halbfinale) Bodo Kuhn (Vorlauf)          | 3:00,560000 |
| 4     | DDR            | Jens Carlowitz Mathias Schersing Frank Möller (Halbfinale/Finale) Thomas Schönlebe in den Vorläufen/Halbfinals außerdem: Michael Schimmer (Vorlauf)                                    | 3:01,130000 |
| 5     | Großbritannien | Brian Whittle Kriss Akabusi (Halbfinale/Finale) Todd Bennett Philip Brown in den Vorläufen/Halbfinals außerdem: Paul Harmsworth (Vorlauf)                                              | 3:02,000000 |
| 6     | Australien     | Robert Ballard Mark Garner Miles Murphy Darren Clark (Halbfinale/Finale) in den VorläufenHalbfinals außerdem: Leigh Miller (Vorlauf)                                                   | 3:02,490000 |
| 7     | Nigeria        | Sunday Uti Moses Ugbisie Henry Amike Innocent Egbunike | 3:02,500000 |
| 8     | Kenia          | Tito Sawe Lucas Sang Paul Ereng Simeon Kipkemboi | 3:04,690000 |

Finale am 1. Oktober, 15:00 Uhr

### 20 km Gehen
| Platz | Athlet                 | Land | Zeit (h)   |
| ----- | ---------------------- | ---- | ---------- |
| 1     | Jozef Pribilinec       | TCH  | 1:19:57 OR |
| 2     | Ronald Weigel          | GDR  | 1:20:00000 |
| 3     | Maurizio Damilano      | ITA  | 1:20:14000 |
| 4     | José Marín             | ESP  | 1:20:34000 |
| 5     | Roman Mrázek           | TCH  | 1:20:43000 |
| 6     | Michail Schtschennikow | URS  | 1:20:47000 |
| 7     | Carlos Mercenario      | MEX  | 1:20:53000 |
| 8     | Axel Noack             | GDR  | 1:21:14000 |

23. September, 13:50 Uhr

### 50 km Gehen
| Platz | Athlet                | Land | Zeit (h)   |
| ----- | --------------------- | ---- | ---------- |
| 1     | Wjatscheslaw Iwanenko | URS  | 3:38:29 OR |
| 2     | Ronald Weigel         | GDR  | 3:38:56000 |
| 3     | Hartwig Gauder        | GDR  | 3:39:45000 |
| 4     | Alexandr Potaschow    | URS  | 3:41:00000 |
| 5     | José Marín            | ESP  | 3:43:03000 |
| 6     | Simon Baker           | AUS  | 3:44:07000 |
| 7     | Bo Gustafsson         | SWE  | 3:44:49000 |
| 8     | Raffaello Ducceschi   | ITA  | 3:45:43000 |

30. September, 8:00 Uhr

### Hochsprung
| Platz | Athlet            | Land | Höhe (m) |
| ----- | ----------------- | ---- | -------- |
| 1     | Gennadi Awdejenko | URS  | 2,38 OR  |
| 2     | Hollis Conway     | USA  | 2,36000  |
| 3     | Rudolf Powarnizyn | URS  | 2,36000  |
| 3     | Patrik Sjöberg    | SWE  | 2,36000  |
| 5     | Clarence Saunders | BER  | 2,34000  |
| 6     | Dietmar Mögenburg | FRG  | 2,34000  |
| 7     | Dalton Grant      | GBR  | 2,31000  |
| 7     | Igor Paklin       | URS  | 2,31000  |
| 7     | Carlo Thränhardt  | FRG  | 2,31000  |

Finale am 25. September, 12:10 Uhr

### Stabhochsprung
| Platz | Athlet              | Land | Höhe (m) |
| ----- | ------------------- | ---- | -------- |
| 1     | Sergej Bubka        | URS  | 5,90 OR  |
| 2     | Radion Gataullin    | URS  | 5,85000  |
| 3     | Grigori Jegorow     | URS  | 5,80000  |
| 4     | Earl Bell           | USA  | 5,70000  |
| 5     | Philippe Collet     | FRA  | 5,70000  |
| 5     | Thierry Vigneron    | FRA  | 5,70000  |
| 7     | István Bagyula      | HUN  | 5,60000  |
| 8     | Philippe d’Encausse | FRA  | 5,60000  |

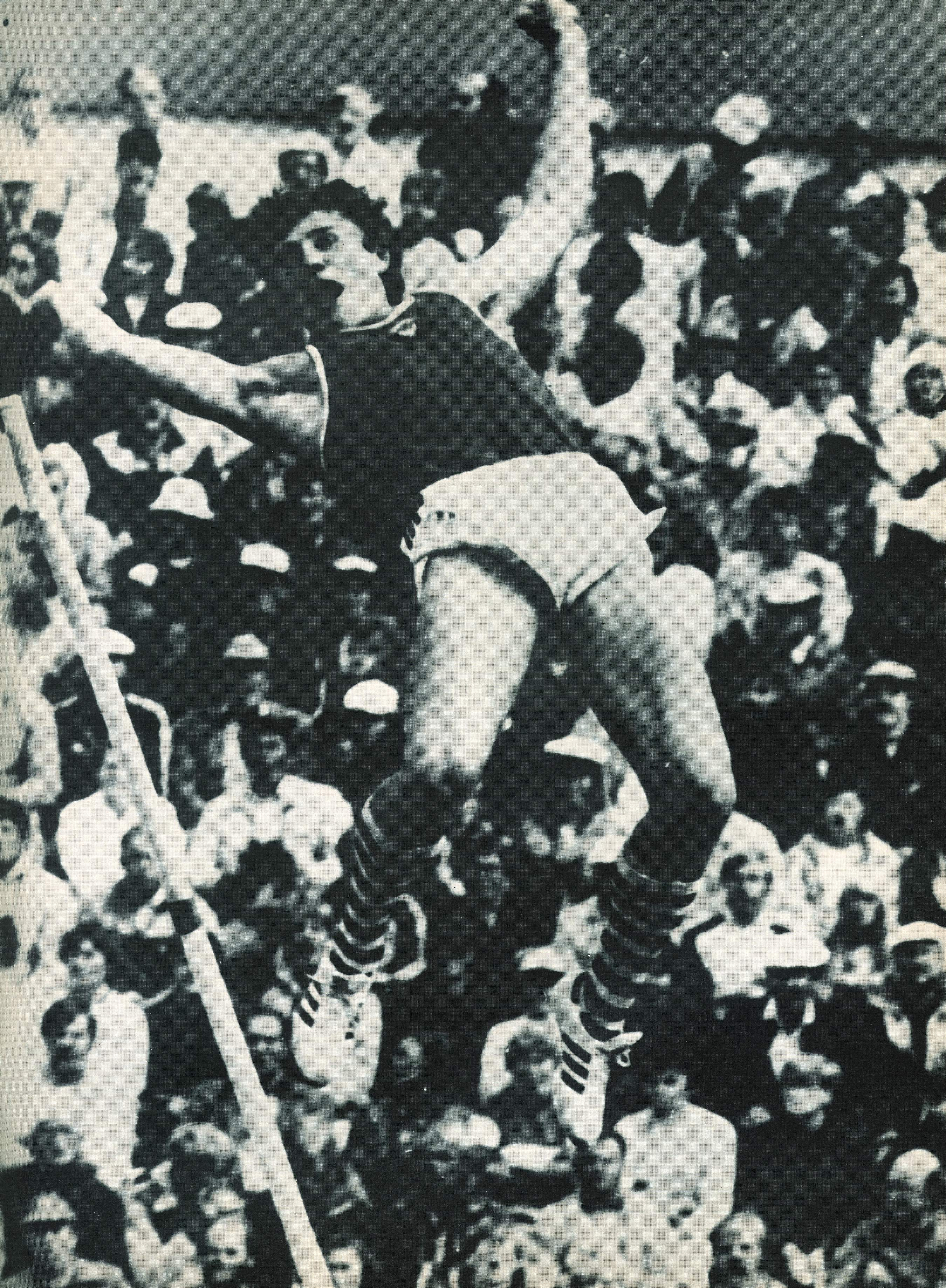
Olympiasieger
Serhij Bubka

Finale am 28. September, 12:00 Uhr

### Weitsprung

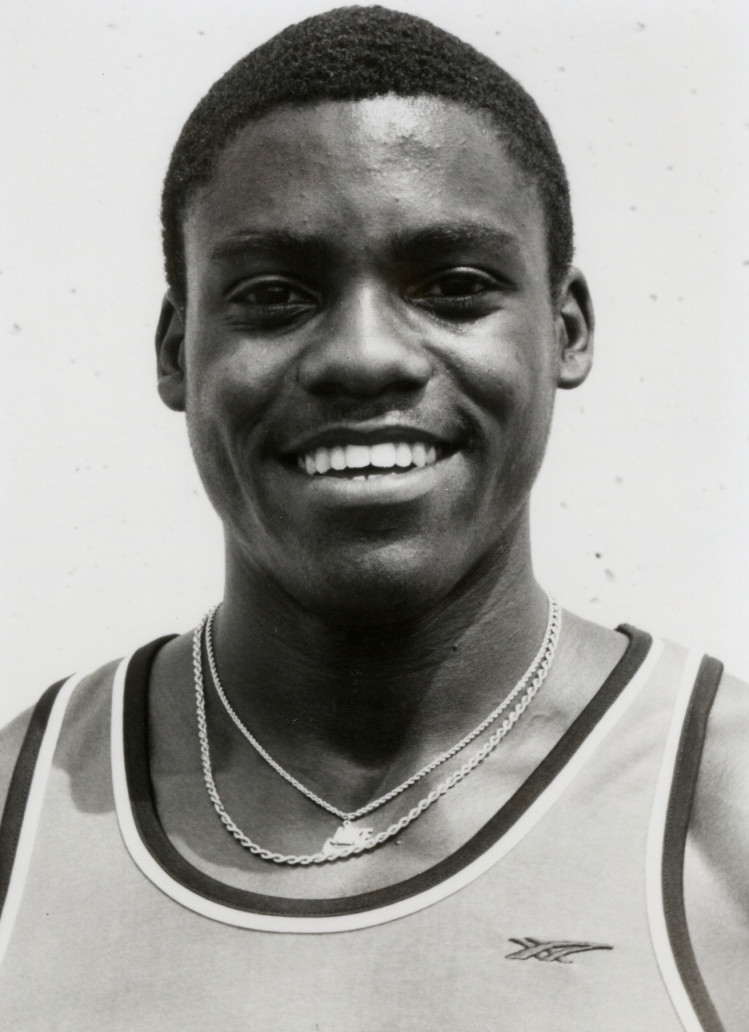
Carl Lewis – im Weitsprung mit seinem zweiten Gold hier in Seoul und dem sechsten Gold insgesamt

| Platz | Athlet               | Land | Weite (m) |
| ----- | -------------------- | ---- | --------- |
| 1     | Carl Lewis           | USA  | 8,7200    |
| 2     | Mike Powell          | USA  | 8,4900    |
| 3     | Larry Myricks        | USA  | 8,2700    |
| 4     | Giovanni Evangelisti | ITA  | 8,08 w    |
| 5     | Antonio Corgos       | ESP  | 8,0300    |
| 6     | László Szalma        | HUN  | 8,0000    |
| 7     | Norbert Brige        | FRA  | 7,9700    |
| 8     | Leonid Woloschin     | URS  | 7,8900    |

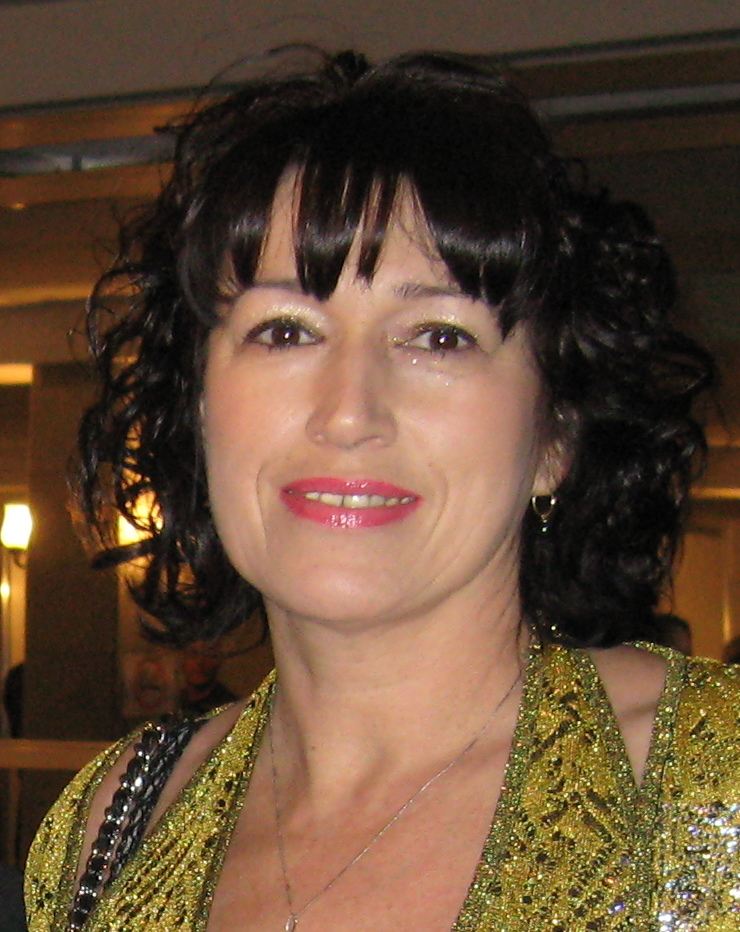
Olha Bryshina (Foto: 2011) lief olympischen Rekord und gewann Gold

Finale am 26. September, 15:00 Uhr

### Dreisprung
| Platz | Athlet             | Land | Weite (m) |
| ----- | ------------------ | ---- | --------- |
| 1     | Christo Markow     | BUL  | 17,61 OR  |
| 2     | Ihar Lapschyn      | URS  | 17,52000  |
| 3     | Alexandr Kowalenko | URS  | 17,42000  |
| 4     | Oleg Prozenko      | URS  | 17,38000  |
| 5     | Charles Simpkins   | USA  | 17,29000  |
| 6     | Willie Banks       | USA  | 17,03000  |
| 7     | Ivan Slanař        | TCH  | 16,75000  |
| 8     | Jacek Pastusiński  | POL  | 16,72000  |

Finale am 24. September, 12:30 Uhr

### Kugelstoßen
| Platz | Athlet            | Land | Weite (m) |
| ----- | ----------------- | ---- | --------- |
| 1     | Ulf Timmermann    | GDR  | 22,47 OR  |
| 2     | Randy Barnes      | USA  | 22,39000  |
| 3     | Werner Günthör    | SUI  | 21,99000  |
| 4     | Udo Beyer         | GDR  | 21,40000  |
| 5     | Remigius Machura  | TCH  | 20,57000  |
| 6     | Gert Weil         | CHI  | 20,38000  |
| 7     | Alessandro Andrei | ITA  | 20,36000  |
| 8     | Sergei Smirnow    | URS  | 20,36000  |

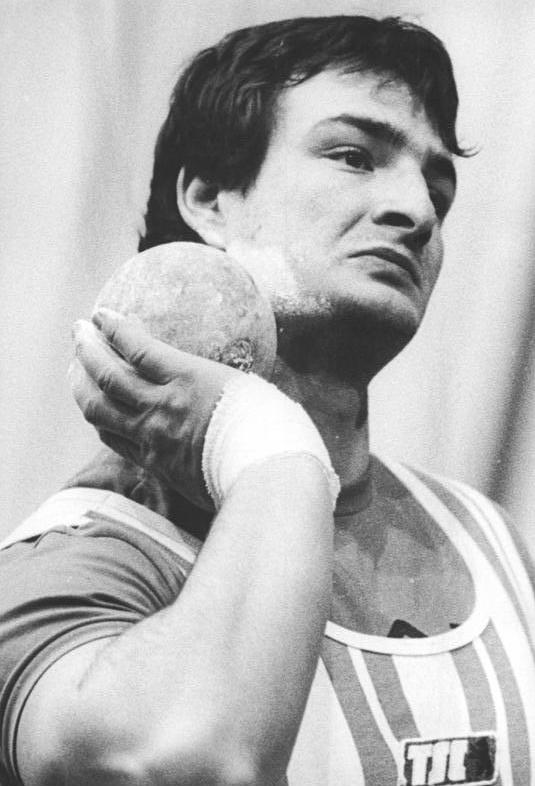
Olympiasieger Ulf Timmermann

Finale am 23. September, 16:10 Uhr

### Diskuswurf
| Platz | Athlet          | Land | Weite (m) |
| ----- | --------------- | ---- | --------- |
| 1     | Jürgen Schult   | GDR  | 68,82 OR  |
| 2     | Romas Ubartas   | URS  | 67,48000  |
| 3     | Rolf Danneberg  | FRG  | 67,38000  |
| 4     | Juri Dumtschew  | URS  | 66,42000  |
| 5     | Mac Wilkins     | USA  | 65,90000  |
| 6     | Géjza Valent    | TCH  | 65,80000  |
| 7     | Knut Hjeltnes   | NOR  | 64,94000  |
| 8     | Alois Hannecker | FRG  | 63,28000  |

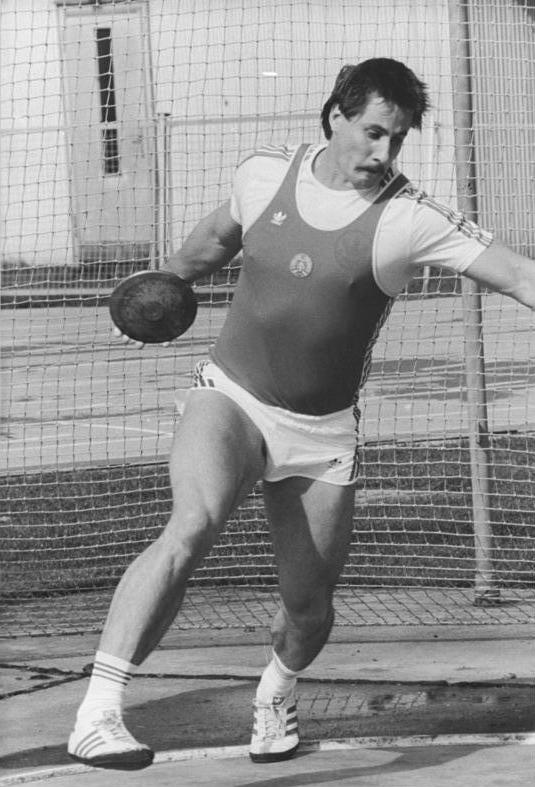
Gold für den Favoriten Jürgen Schult

Finale am 1. Oktober, 12:45 Uhr

### Hammerwurf
| Platz | Athlet          | Land | Weite (m) |
| ----- | --------------- | ---- | --------- |
| 1     | Sergei Litwinow | URS  | 84,80 OR  |
| 2     | Jurij Sedych    | URS  | 83,76000  |
| 3     | Jüri Tamm       | URS  | 81,16000  |
| 4     | Ralf Haber      | GDR  | 80,44000  |
| 5     | Heinz Weis      | FRG  | 79,16000  |
| 6     | Tibor Gécsek    | HUN  | 78,36000  |
| 7     | Imre Szitás     | HUN  | 77,04000  |
| 8     | Iwan Tanew      | BUL  | 76,08000  |

Finale am 26. September, 12:40 Uhr

### Speerwurf
| Platz | Athlet                 | Land | Weite (m) |
| ----- | ---------------------- | ---- | --------- |
| 1     | Tapio Korjus           | FIN  | 84,28     |
| 2     | Jan Železný            | TCH  | 84,12     |
| 3     | Seppo Räty             | FIN  | 83,26     |
| 4     | Klaus Tafelmeier       | FRG  | 82,72     |
| 5     | Wiktor Jewsjukow       | URS  | 82,32     |
| 6     | Gerald Weiß            | GDR  | 81,30     |
| 7     | Wladimir Owtschinnikow | URS  | 79,12     |
| 8     | Dag Wennlund           | SWE  | 78,30     |

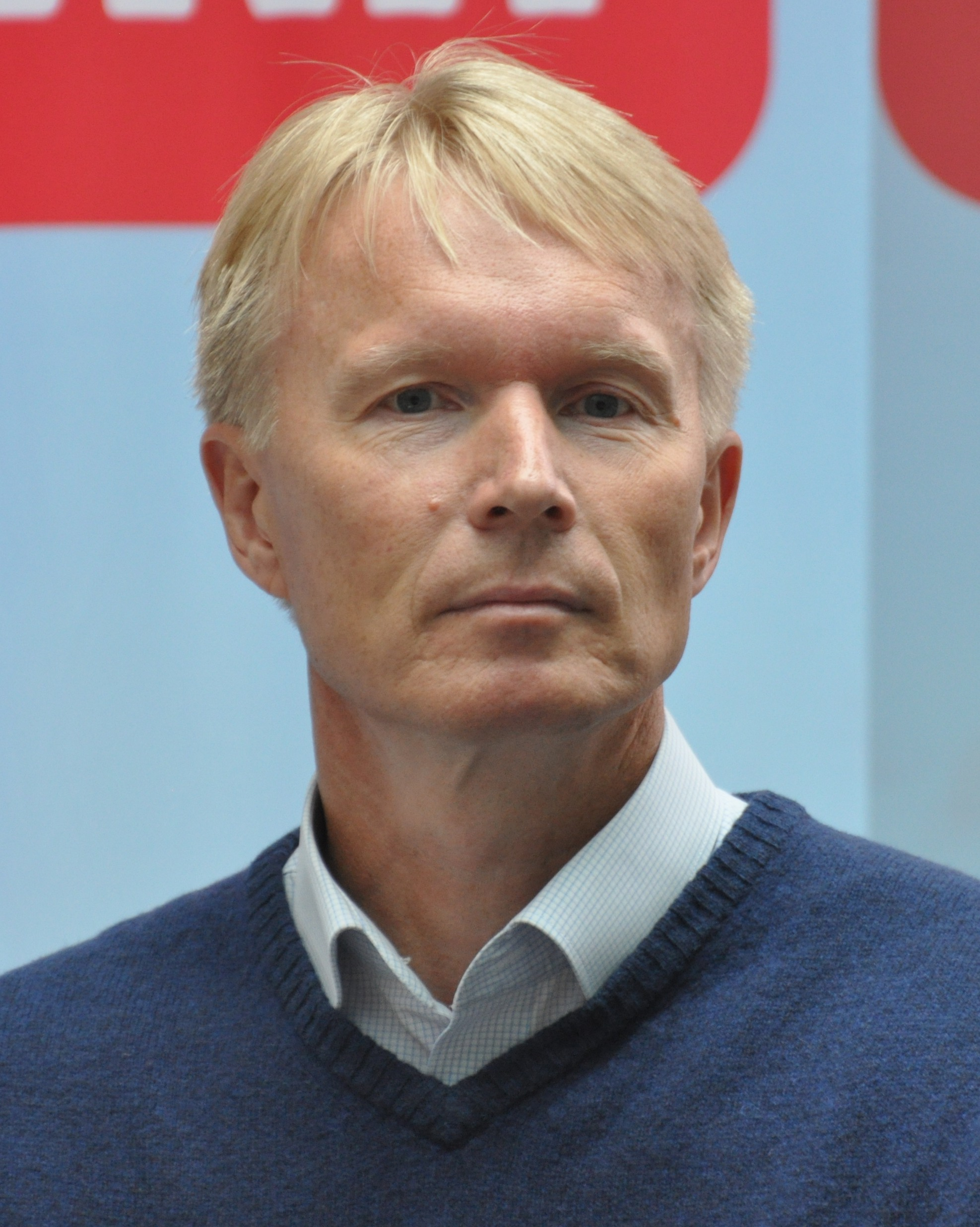
Olympiasieger Tapio Korjus im Jahr 2013

Finale am 25. September, 12:00 Uhr

### Zehnkampf

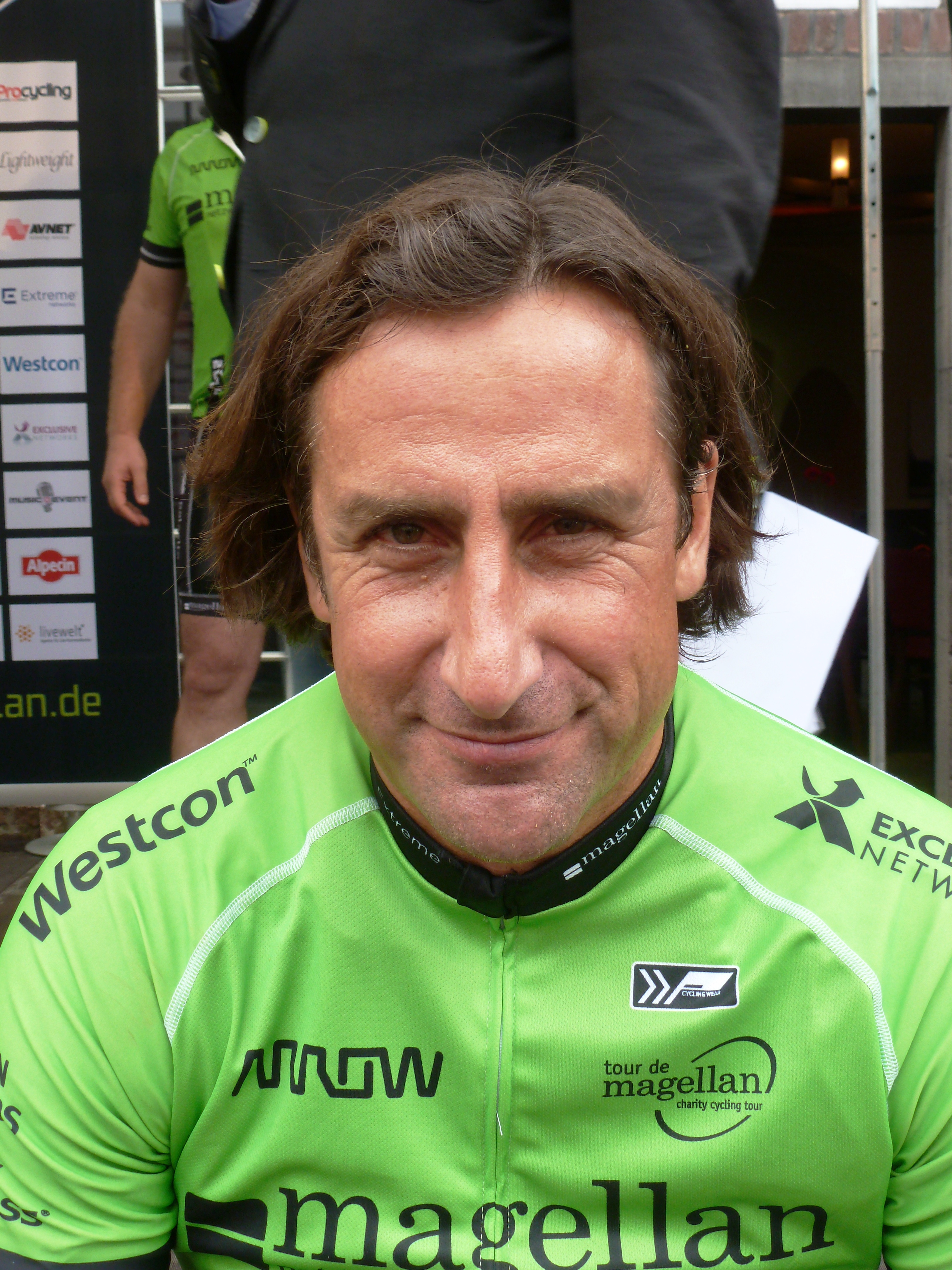
Gewinner Christian Schenk (Foto: 2014)

| Platz | Athlet            | Land | Punkte |
| ----- | ----------------- | ---- | ------ |
| 1     | Christian Schenk  | GDR  | 8488   |
| 2     | Torsten Voss      | GDR  | 8399   |
| 3     | Dave Steen        | CAN  | 8328   |
| 4     | Daley Thompson    | GBR  | 8306   |
| 5     | Christian Plaziat | FRA  | 8272   |
| 6     | Alain Blondel     | FRA  | 8268   |
| 7     | Tim Bright        | USA  | 8216   |
| 8     | Robert de Wit     | NED  | 8189   |

28. und 29. September

## Resultate Frauen

### 100 m

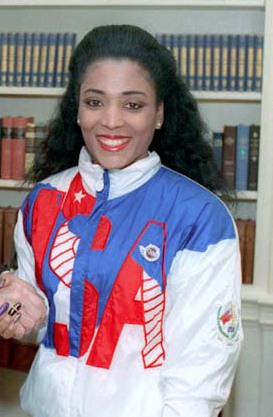
Florence Griffith-Joyner – über 100 Meter mit der ersten von drei Goldmedaillen

| Platz | Athletin                  | Land | Zeit (s) |
| ----- | ------------------------- | ---- | -------- |
| 1     | Florence Griffith-Joyner  | USA  | 10,54    |
| 2     | Evelyn Ashford            | USA  | 10,83    |
| 3     | Heike Drechsler           | GDR  | 10,85    |
| 4     | Grace Jackson             | JAM  | 10,97    |
| 5     | Gwen Torrence             | USA  | 10,97    |
| 6     | Natalja Pomoschtschnikowa | URS  | 11,00    |
| 7     | Juliet Cuthbert           | JAM  | 11,26    |
| 8     | Anelija Nunewa            | BUL  | 11,49    |

Finale am 25. September, 13:50 Uhr
Wind: +3,0 m/s
Florence Griffith-Joyner stellte im Vorlauf mit 10,88 s einen olympischen Rekord auf, den Evelyn Ashford in der zweiten Runde egalisierte. Griffith-Joyner wiederum steigerte sich im Viertelfinale auf 10,62 s und war damit fast so schnell wie mit übermäßiger Windunterstützung im Finale.

### 200 m
| Platz | Athletin                 | Land | Zeit (s) |
| ----- | ------------------------ | ---- | -------- |
| 1     | Florence Griffith-Joyner | USA  | 21,34 WR |
| 2     | Grace Jackson            | JAM  | 21,72000 |
| 3     | Heike Drechsler          | GDR  | 21,95000 |
| 4     | Merlene Ottey            | JAM  | 21,99000 |
| 5     | Silke Möller             | GDR  | 22,09000 |
| 6     | Gwen Torrence            | USA  | 22,17000 |
| 7     | Maja Asaraschwili        | URS  | 22,33000 |
| 8     | Galina Maltschugina      | URS  | 22,42000 |

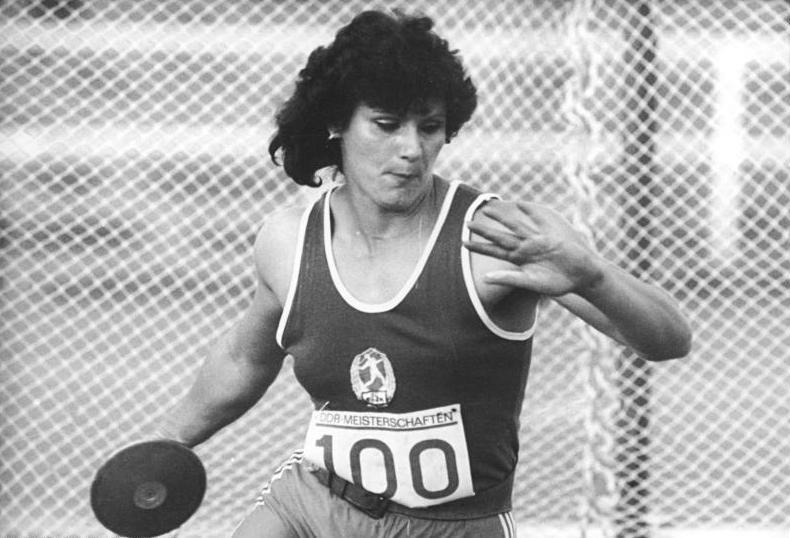
Olympiasiegerin Martina Hellmann, frühere Martina Opitz

Finale am 29. September, 16:40 Uhr
Wind: +1,3 m/s
Florence Griffith-Joyner hatte schon im Viertelfinale den olympischen Rekord auf 21,76 s verbessert und im Halbfinale mit 21,56 s einen Weltrekord aufgestellt. Nur 100 Minuten später übertraf sie im Finale diese Marke noch einmal.

### 400 m
| Platz | Athletin       | Land | Zeit (s) |
| ----- | -------------- | ---- | -------- |
| 1     | Olha Bryshina  | URS  | 48,65 OR |
| 2     | Petra Müller   | GDR  | 49,45000 |
| 3     | Olga Nasarowa  | URS  | 49,90000 |
| 4     | Valerie Brisco | USA  | 50,16000 |
| 5     | Diane Dixon    | USA  | 50,72000 |
| 6     | Denean Howard  | USA  | 51,12000 |
| 7     | Helga Arendt   | FRG  | 51,17000 |
| 8     | Maree Holland  | AUS  | 51,25000 |

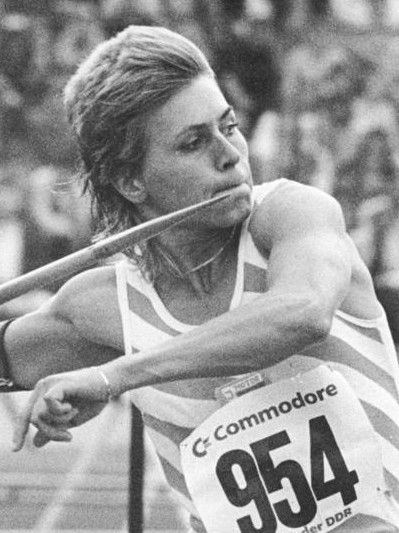
Favoritensieg für Petra Felke

Finale am 26. September, 16:05 Uhr

### 800 m

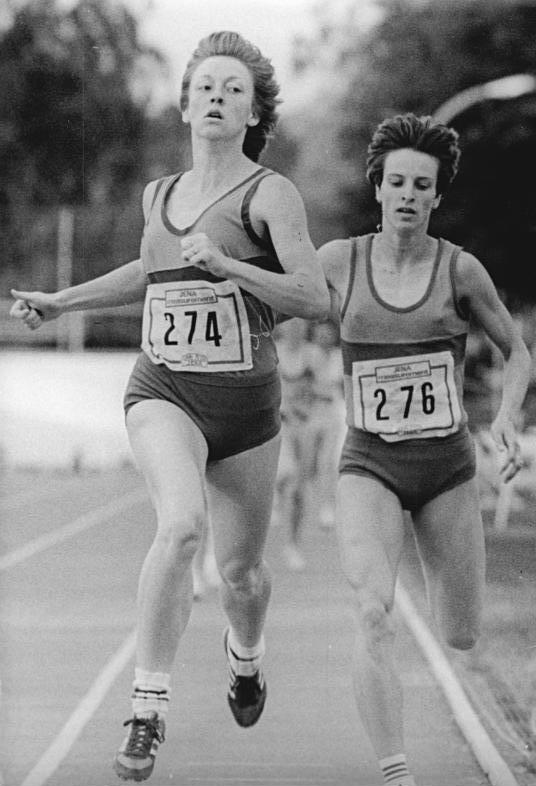
Die beiden Erstplatzierten bei den DDR-Meisterschaften 1988 Christine Wachtel (links) und Sigrun Wodars (rechts) waren auch in Seoul vorn – Wodars siegte vor Wachtel

| Platz | Athletin            | Land | Zeit (min) |
| ----- | ------------------- | ---- | ---------- |
| 1     | Sigrun Wodars       | GDR  | 1:56,10    |
| 2     | Christine Wachtel   | GDR  | 1:56,64    |
| 3     | Kim Gallagher       | USA  | 1:56,91    |
| 4     | Slobodanka Čolović  | YUG  | 1:57,50    |
| 5     | Delisa Walton-Floyd | USA  | 1:57,80    |
| 6     | Inna Jewsejewa      | URS  | 1:59,37    |
| 7     | Maite Zúñiga        | ESP  | 1:59,82    |
| 8     | Diane Edwards       | GBR  | 2:00,77    |

Finale am 26. September, 13:25 Uhr

### 1500 m

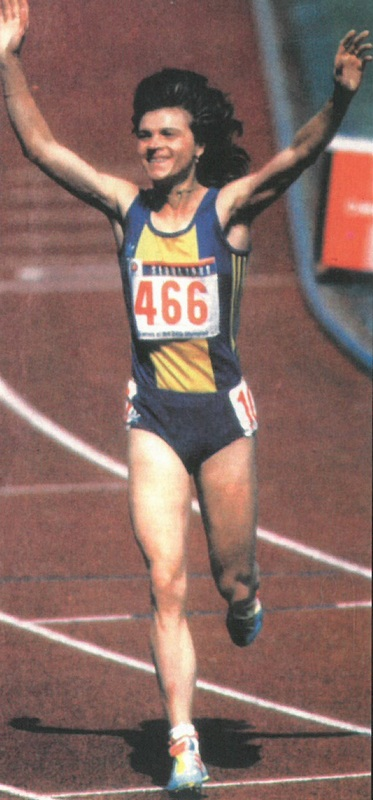
Mit einem konsequenten Tempolauf errang Paula Ivan Gold

| Platz | Athletin               | Land | Zeit (min) |
| ----- | ---------------------- | ---- | ---------- |
| 1     | Paula Ivan             | ROM  | 3:53,96 OR |
| 2     | Laima Baikauskaitė     | URS  | 4:00,24000 |
| 3     | Tetjana Samolenko      | URS  | 4:00,30000 |
| 4     | Christina Boxer-Cahill | GBR  | 4:00,64000 |
| 5     | Lynn Williams          | CAN  | 4:00,86000 |
| 6     | Andrea Hahmann         | GDR  | 4:00,96000 |
| 7     | Shireen Bailey         | GBR  | 4:02,32000 |
| 8     | Mary Slaney            | USA  | 4:02,49000 |

Finale am 1. Oktober, 12:55 Uhr

### 3000 m

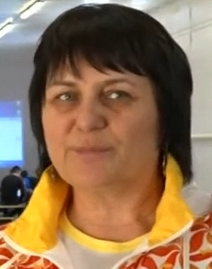
Die zweifache Weltmeisterin Tetjana Samolenko (Foto: 2017), sechs Tage später Bronzemedaillengewinnerin über 1500 m, wurde Olympiasiegerin

| Platz | Athletin          | Land | Zeit (min) |
| ----- | ----------------- | ---- | ---------- |
| 1     | Tetjana Samolenko | URS  | 8:26,53 OR |
| 2     | Paula Ivan        | ROM  | 8:27,15000 |
| 3     | Yvonne Murray     | GBR  | 8:29,02000 |
| 4     | Jelena Romanowa   | URS  | 8:30,45000 |
| 5     | Natalja Artjomowa | URS  | 8:31,67000 |
| 6     | Vicki Huber       | USA  | 8:37,25000 |
| 7     | Wendy Sly         | GBR  | 8:37,70000 |
| 8     | Lynn Williams     | CAN  | 8:38,43000 |

Finale am 25. September, 15:20 Uhr

### 10.000 m
| Platz | Athletin              | Land | Zeit (min)  |
| ----- | --------------------- | ---- | ----------- |
| 1     | Olga Bondarenko       | URS  | 31:05,21 OR |
| 2     | Liz McColgan          | GBR  | 31:08,44000 |
| 3     | Jelena Schupijewa     | URS  | 31:19,82000 |
| 4     | Kathrin Ullrich       | GDR  | 31:29,27000 |
| 5     | Francie Larrieu Smith | USA  | 31:35,52000 |
| 6     | Lynn Jennings         | USA  | 31:39,93000 |
| 7     | Wang Xiuting          | CHN  | 31:40,23000 |
| 8     | Susan Lee             | CAN  | 31:50,51000 |

Finale am 30. September, 15:20 Uhr

### Marathon
| Platz | Athletin             | Land | Zeit (h) |
| ----- | -------------------- | ---- | -------- |
| 1     | Rosa Mota            | POR  | 2:25:40  |
| 2     | Lisa Martin          | AUS  | 2:25:53  |
| 3     | Katrin Dörre         | GDR  | 2:26:21  |
| 4     | Tatjana Polowinskaja | URS  | 2:27:05  |
| 5     | Zhao Youfeng         | CHN  | 2:27:06  |
| 6     | Laura Fogli          | ITA  | 2:27:49  |
| 7     | Danièle Kaber        | LUX  | 2:29:23  |
| 8     | Maria Curatolo       | ITA  | 2:30:14  |

23. September, 9:30 Uhr

### 100 m Hürden
| Platz | Athletin            | Land | Zeit (s) |
| ----- | ------------------- | ---- | -------- |
| 1     | Jordanka Donkowa    | BUL  | 12,38 OR |
| 2     | Gloria Siebert      | GDR  | 12,61000 |
| 3     | Claudia Zaczkiewicz | FRG  | 12,75000 |
| 4     | Natalja Grigorjewa  | URS  | 12,79000 |
| 5     | Florence Colle      | FRA  | 12,98000 |
| 6     | Julie Rocheleau     | CAN  | 12,99000 |
| 7     | Monique Éwanjé-Épée | FRA  | 13,14000 |
| 8     | Cornelia Oschkenat  | GDR  | 13,73000 |

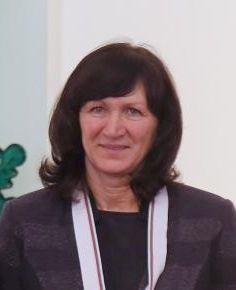
Olympiasiegerin Jordanka Donkowa verbesserte den olympischen Rekord zweimal

Finale am 30. September, 13:10 Uhr
Wind: +0,2 m/s

### 400 m Hürden
| Platz | Athletin             | Land | Zeit (s) |
| ----- | -------------------- | ---- | -------- |
| 1     | Debbie Flintoff-King | AUS  | 53,17 OR |
| 2     | Tatjana Ledowskaja   | URS  | 53,18000 |
| 3     | Ellen Fiedler        | GDR  | 53,63000 |
| 4     | Sabine Busch         | GDR  | 53,69000 |
| 5     | Sally Gunnell        | GBR  | 54,03000 |
| 6     | Gudrun Abt           | FRG  | 54,04000 |
| 7     | Tazjana Kurotschkina | URS  | 54,39000 |
| 8     | LaTanya Sheffield    | USA  | 55,32000 |

Finale am 28. September, 12:35 Uhr

### 4 × 100 m Staffel
| Platz | Land           | Athletinnen | Zeit (s) |
| ----- | -------------- | --- | -------- |
| 1     | USA            | Alice Brown Sheila Echols Florence Griffith-Joyner Evelyn Ashford in den Vorläufen außerdem: Dannette Young                                               | 41,98    |
| 2     | DDR            | Silke Möller Kerstin Behrendt Ingrid Lange Marlies Göhr                                                                                                   | 42,09    |
| 3     | Sowjetunion    | Ljudmila Kondratjewa Galina Maltschugina Marina Schirowa Natalja Pomoschtschnikowa                                                                        | 42,75    |
| 4     | BR Deutschland | Sabine Richter Ulrike Sarvari Andrea Thomas Ute Thimm | 42,76    |
| 5     | Bulgarien      | Zwetanka Iliewa Walja Demirewa Nadeschda Georgiewa Jordanka Donkowa                                                                                       | 43,02    |
| 6     | Polen          | Joanna Smolarek Jolanta Janota Ewa Pisiewicz Agnieszka Siwek                                                                                              | 43,93    |
| 7     | Frankreich     | Françoise Leroux Muriel Leroy Laurence Bily Patricia Girard (Halbfinale/Finale) in den Vorläufen außerdem: Marie-Christine Cazier-Ballo                   | 44,02    |
| DNS   | Jamaika        | Ethlyn Tate Grace Jackson Juliet Cuthbert (Halbfinale/Finale) Merlene Ottey (Halbfinale/Finale) in den Vorläufen außerdem: Vivienne Spence Laurel Johnson |          |

Finale am 1. Oktober, 13:55 Uhr

### 4 × 400 m Staffel
| Platz | Land           | Athletinnen | Zeit (min) |
| ----- | -------------- | --- | ---------- |
| 1     | Sowjetunion    | Tazzjana Ljadouskaja (Finale) Olga Nasarowa Marija Pinigina Olha Bryshina in den Vorläufen außerdem: Ljudmyla Dschyhalowa                       | 3:15,17 WR |
| 2     | USA            | Denean Howard Diane Dixon Valerie Brisco (Finale) Florence Griffith-Joyner (Finale) in den Vorläufen außerdem: Lillie Leatherwood Sherri Howard | 3:15,51000 |
| 3     | DDR            | Dagmar Neubauer Kirsten Emmelmann Sabine Busch (Finale) Petra Müller in den Vorläufen außerdem: Grit Breuer                                     | 3:18,29000 |
| 4     | BR Deutschland | Ute Thimm (Finale) Helga Arendt Andrea Thomas (Finale) Gudrun Abt in den Vorläufen außerdem: Michaela Schabinger Gisela Kinzel                  | 3:22,49000 |
| 5     | Jamaika        | Sandie Richards (Finale) Andrea Thomas Cathy Rattray-Williams Sharon Powell in den Vorläufen außerdem: Marcia Tate                              | 3:23,13000 |
| 6     | Großbritannien | Linda Keough Jennifer Stoute Angela Piggford (Finale) Sally Gunnell in den Vorläufen außerdem: Janet Smith                                      | 3:26,89000 |
| 7     | Frankreich     | Fabienne Ficher Nathalie Simon Nadine Debois Évelyne Élien                                                                                      | 3:29,37000 |
| DNF   | Kanada         | Charmaine Crooks Molly Killingbeck (Finale) Marita Payne-Wiggins Jillian Richardson in den Vorläufen außerdem: Esmie Lawrence                   |            |

Finale am 1. Oktober, 14:35 Uhr

### Hochsprung
| Platz | Athletin           | Land | Höhe (m) |
| ----- | ------------------ | ---- | -------- |
| 1     | Louise Ritter      | USA  | 2,03 OR  |
| 2     | Stefka Kostadinowa | BUL  | 2,01000  |
| 3     | Tamara Bykowa      | URS  | 1,99000  |
| 4     | Olga Turtschak     | URS  | 1,96000  |
| 5     | Galina Astafei     | ROM  | 1,93000  |
| 5     | Ljudmila Andonowa  | BUL  | 1,93000  |
| 7     | Christine Stanton  | AUS  | 1,93000  |
| 8     | Diana Davies       | GBR  | 1,90000  |
| 8     | Kim Hee-sun        | KOR  | 1,90000  |

Finale am 30. September, 13:00 Uhr

### Weitsprung

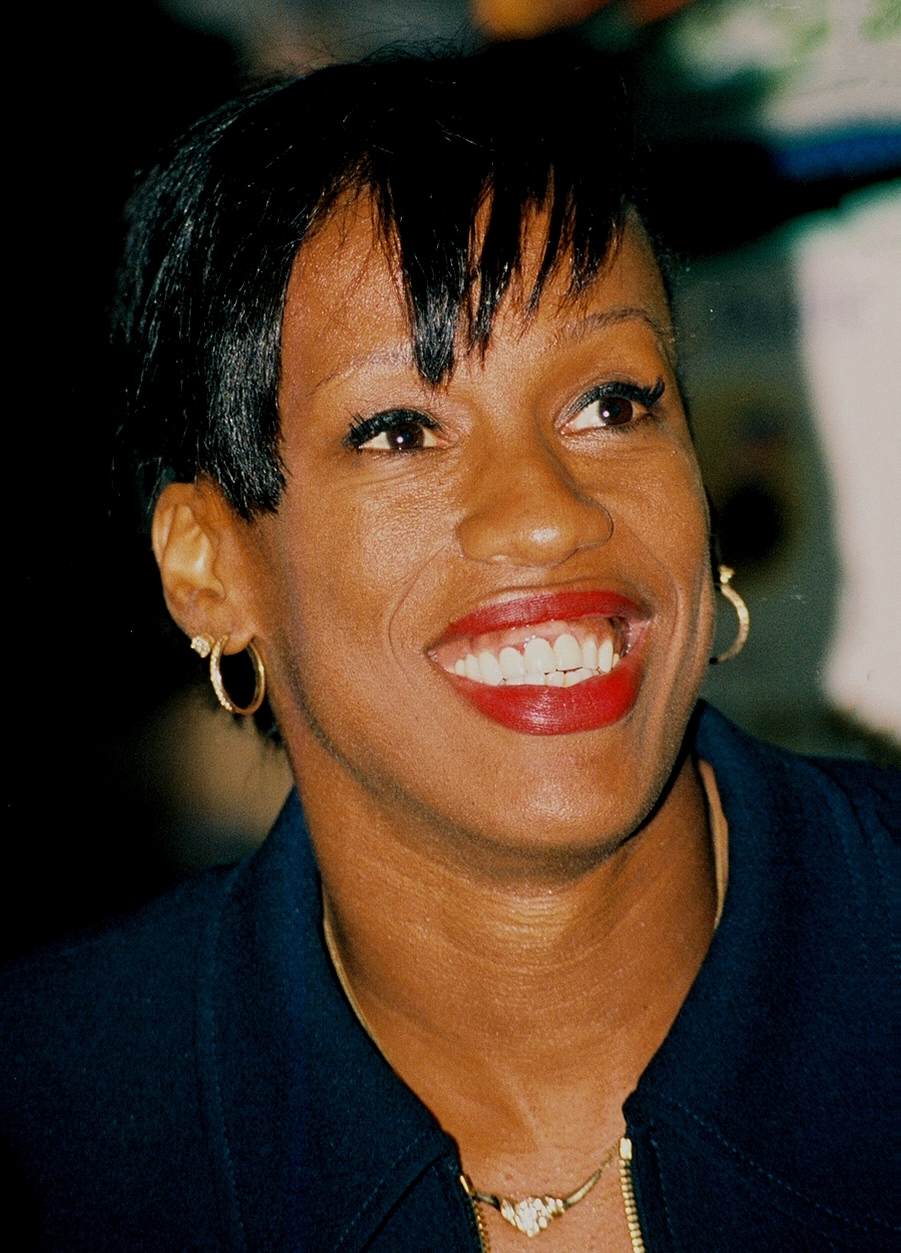
Zweites Gold für Jackie Joyner-Kersee nach ihrem Sieg im Siebenkampf

| Platz | Athletin             | Land | Weite (m) |
| ----- | -------------------- | ---- | --------- |
| 1     | Jackie Joyner-Kersee | USA  | 7,40 OR   |
| 2     | Heike Drechsler      | GDR  | 7,22000   |
| 3     | Galina Tschistjakowa | URS  | 7,11000   |
| 4     | Jelena Belewskaja    | URS  | 7,04000   |
| 5     | Nicole Boegman       | AUS  | 6,73 w0   |
| 6     | Fiona May            | GBR  | 6,62000   |
| 7     | Agata Karczmarek     | POL  | 6,60000   |
| 8     | Sabine John          | GDR  | 6,55000   |

Finale am 29. September, 12:00 Uhr

### Kugelstoßen
| Platz | Athletin            | Land | Weite (m) |
| ----- | ------------------- | ---- | --------- |
| 1     | Natalja Lissowskaja | URS  | 22,24     |
| 2     | Kathrin Neimke      | GDR  | 21,07     |
| 3     | Li Meisu            | CHN  | 21,06     |
| 4     | Ines Müller         | GDR  | 20,37     |
| 5     | Claudia Losch       | FRG  | 20,27     |
| 6     | Heike Hartwig       | GDR  | 20,20     |
| 7     | Natalja Achrimenko  | URS  | 20,13     |
| 8     | Huang Zhihong       | CHN  | 19,82     |

Finale am 1. Oktober, 12:25 Uhr

### Diskuswurf
| Platz | Athletin           | Land | Weite (m) |
| ----- | ------------------ | ---- | --------- |
| 1     | Martina Hellmann   | GDR  | 72,30 OR  |
| 2     | Diana Gansky       | GDR  | 71,88000  |
| 3     | Zwetanka Christowa | BUL  | 69,74000  |
| 4     | Swetla Mitkowa     | BUL  | 69,14000  |
| 5     | Elina Swerawa      | URS  | 68,94000  |
| 6     | Zdeňka Šilhavá     | TCH  | 67,84000  |
| 7     | Gabriele Reinsch   | GDR  | 67,26000  |
| 8     | Hou Xuemei         | CHN  | 65,94000  |

Finale am 29. September, 13:15 Uhr

### Speerwurf
| Platz | Athletin               | Land | Weite (m) |
| ----- | ---------------------- | ---- | --------- |
| 1     | Petra Felke            | GDR  | 74,68 OR  |
| 2     | Fatima Whitbread       | GBR  | 70,32000  |
| 3     | Beate Koch             | GDR  | 67,30000  |
| 4     | Iryna Kostjutschenkowa | URS  | 67,00000  |
| 5     | Silke Renk             | GDR  | 66,38000  |
| 6     | Natallja Jermalowitsch | URS  | 64,84000  |
| 7     | Donna Mayhew           | USA  | 61,78000  |
| 8     | Ingrid Thyssen         | FRG  | 60,76000  |

Finale am 26. September, 15:00 Uhr

### Siebenkampf

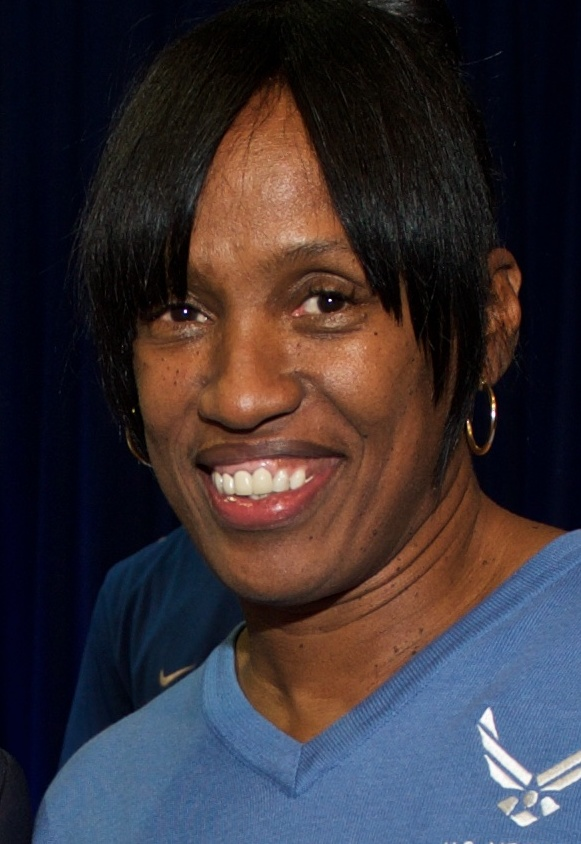
Jackie Joyner-Kersee (Foto: 2015) – im Siebenkampf mit ihrem ersten Gold hier in Seoul, im Weitsprung gab es fünf Tage später einen zweiten Olympiasieg für sie

| Platz | Athletin              | Land | Punkte  |
| ----- | --------------------- | ---- | ------- |
| 1     | Jackie Joyner-Kersee  | USA  | 7291 WR |
| 2     | Sabine John           | GDR  | 6897000 |
| 3     | Anke Behmer           | GDR  | 6858000 |
| 4     | Natalja Schubenkowa   | URS  | 6540000 |
| 5     | Remigija Sablovskaitė | URS  | 6456000 |
| 6     | Ines Schulz           | GDR  | 6411000 |
| 7     | Jane Flemming         | AUS  | 6351000 |
| 8     | Cindy Greiner         | USA  | 6297000 |

23. und 24. September